# Eldred (Illinois)
Eldred é uma vila localizada no estado americano de Illinois, no Condado de Greene.

## Demografia
Segundo o censo americano de 2000, a sua população era de 211 habitantes.
Em 2006, foi estimada uma população de 205, um decréscimo de 6 (-2.8%).

## Geografia
De acordo com o United States Census Bureau tem uma área de
0,3 km², dos quais 0,3 km² cobertos por terra e 0,0 km² cobertos por água.

## Localidades na vizinhança
O diagrama seguinte representa as localidades num raio de 20 km ao redor de Eldred.